# Scooby-Doo 2: Desbocat
Scooby-Doo 2: Desbocat (títol original: Scooby-Doo 2: Monsters Unleashed) és una pel·lícula estatunidenca dirigida per Raja Gosnell estrenada l'any 2004 basat en la franquícia de Scooby-Doo. Ha estat doblada al català.

## Argument
Coolsville no és cool del tot. Un misteriós criminal emmascarat té un malèvol plaer a terroritzar els seus habitants. Agafa l'aparença de monstres i de fantasmes que Scooby-Doo i la seva banda han posat ja entre reixes. Sota la pressió de la premsa i la població local, el famós gos i els seus amics es llancen a una investigació per descobrir qui s'amaga darrere d'aquestes estranyes aparicions. Vera, per la seva banda, en aquest lliurament s'enamorarà de Patrick, director del Museu.

## Repartiment
- Freddie Prinze Jr.: Fred Jones
- Sarah Michelle Gellar: Daphné Blake
- Matthew Lillard: Sammy Rogers
- Linda Cardellini: Vera Dinkley
- Seth Green: Patrick
- Peter Boyle: Vell Wickles
- Tim Blake Nelson: Jonathan Jacobo
- Alicia Silverstone: Heather Jasper-How
- Neil Fanning: Scooby-Doo (veu)
- Bob Papenbrook: L'Espectre del Cavaller Negre (veu)
- Dee Bradley Baker: L'home esquelet amb l'ull vermell (veu)
- Wally Wingert: L'home esquelet amb l'ull verd (veu)
- Dee Bradley Baker: El fantasma 10.000 volts (veu)
- Terrence Stone: El fantasma 10.000 volts (veu)
- Pat O'Brien: Ell mateix
- Bill Meilen: Conductor
- Zahf Paroo: Ned

## Rebuda

### Acollida crítica
Scooby-Doo 2: Desbocat ha obtingut una acollida negativa de la part de les crítiques de premses anglòfona, amb un percentatge del 21 % i una nota mitjana de 4.2⁄10 en el lloc Rotten Tomatoes i una mitjana de 34⁄100 en el lloc Metacritic. La mala acollida li val de ser nominat al premi Razzie a la pitjor continuació o al pitjor remake.

### Box-office
Aquest segon lliurament no coneix el mateix èxit que el precedent. Tot i que arriba a classificar-se directament primer al box-office americà en la seva primera setmana, arrenca amb una recaptació de 34,9 milions de dòlars, menys encara que la primera part, que havia debutat igualment a la primera plaça amb 75,8 milions de dòlars de recaptació en la seva primera setmana

En les setmanes següents, com el seu predecessor, el film resta estable per acabar amb un resultat de 84,2 milions de dòlars de recaptació, per a un pressupost de 24 milions de dòlars. El primer Scooby-Doo, per a un pressupost estimat de 84 milions de dòlars, havia acabat la seva carrera amb 153,2 milions de dòlars de recaptació.